# RS Возничего
RS Возничего (лат. RS Aurigae) — одиночная переменная звезда в созвездии Возничего на расстоянии (вычисленном из значения параллакса) приблизительно 3470 световых лет (около 1064 парсеков) от Солнца. Видимая звёздная величина звезды — от +11,7m до +8,7m.

## Характеристики
RS Возничего — красный гигант, пульсирующая полуправильная переменная звезда (SR) спектрального класса M4e-M6e или M5,5-6e. Радиус — около 49,33 солнечных.